# Absolute Music 6
Absolute Music 6 er en kompilation i serien Absolute Music. Nogle af sangene udkom senere på The Best Of Absolute Music 4-5-6.

## Spor
Sporlisten til Absolute Music 6.
| 1.  | "Sweets for My Sweet"            | CJ Lewis, D. Pomus, M. Shuman, P. Pottinger, Pomus-Shuman, S.J. Lewis          | CJ Lewis              | 3:24 |
| 2.  | "I Swear"                        | F. Meyers, G. Baker                                                            | All-4-One             | 4:18 |
| 3.  | "Games People Play"              | J. South                                                                       | Inner Circle          | 3:27 |
| 4.  | "(Meet) The Flintstones"         | Hoyt Curtin, Joseph Barbera, William Hanna                                     | B-52's                | 2:24 |
| 5.  | "You Don't Love Me (No, No, No)" | Dawn Penn, Bo Diddley, Willie Cobbs                                            | Dawn Penn             | 4:35 |
| 6.  | "Jessie"                         | J. Kadison                                                                     | Joshua Kadison        | 5:18 |
| 7.  | "Drop Dead Beautiful"            | M. Leeson, P. Vale                                                             | Six Was Nine          | 4:53 |
| 8.  | "Inside"                         | P. Lawlor                                                                      | Stiltskin             | 4:23 |
| 9.  | "Since I Don't Have You"         | J. Taylor, J. Beaumont, J. Vogel, J. Rock, J. Verscharen, L. Martin, W. Lester | Guns N' Roses         | 4:18 |
| 10. | "Afternoons & Coffeespoons"      | B. Roberts                                                                     | Crash Test Dummies    | 3:56 |
| 11. | "(She's) Some Kind of Wonderful" | J. Ellison                                                                     | Huey Lewis & the News | 3:07 |
| 12. | "I'll Stand By You"              | C. Hynde, T. Kelly, B. Steinberg                                               | The Pretenders        | 3:59 |
| 13. | "Steady Income"                  | H. Balling                                                                     | Gangway               | 4:23 |
| 14. | "Crash! Boom! Bang!"             | P. Gessle                                                                      | Roxette               | 4:25 |
| 15. | "Vill Du Veta Vem Jag Är"        | J. Milder                                                                      | CajsaStina Åkerstrøm  | 4:54 |
| 16. | "Everyday"                       | P. Collins                                                                     | Phil Collins          | 4:57 |
| 17. | "Kun et kys herfra"              | E.G. Nielsen, S. Kreutzfeldt                                                   | Søs Fenger            | 4:06 |
| 18. | "Vem Vet"                        | G. Nordén                                                                      | Lisa Ekdahl           | 3:06 |